# بتيلياني متفاوت الأجنحة
بتيلياني متفاوت الأجنحة  (الاسم العلمي:Pteleopsis anisoptera) هو نوع نباتي يتبع جنس البتيلياني من الفصيلة القمبريطية.